# Paul Ricca
Paul „The Waiter“ Ricca, eigentlich Felice DeLucia (* 14. November 1897 in Neapel; † 11. Oktober 1972 in Chicago), war ein italo-amerikanischer Mobster und Oberhaupt des Chicago Outfit.

## Geschichte
1915 wurde Felice DeLucia zu zwei Jahren Haft verurteilt, weil er einen Mann getötet hatte, der gegen ihn vor Gericht aussagen wollte. Nach Haftverbüßung bestieg er am 10. August 1920 ein Schiff und emigrierte nach New York City, wo er seinen Namen in Paul Ricca änderte. Danach ging er nach Chicago.
In Chicago bekam er einen Job als Kellner eines Restaurants, welches Joseph „Diamond Joe“ Esposito gehörte. Daher stammt auch der Spitzname von Ricca „The Waiter“ (dt.: Der Kellner, Ober), obwohl er sehr schnell zum Vollzeit-Gangster wurde, da im Restaurant die Mobster der Stadt ein und aus gingen.
So kam Ricca bald unter die Fittiche von Frank Nitti, der dem inhaftierten Al Capone als Anführer nachgefolgt war; insbesondere aber unter die von Johnny Roselli in Los Angeles. Das Chicago Outfit war in den Westen expandiert und hatte durch die Unterwanderung der Gewerkschaften Einfluss auf die Filmstudios in Hollywood erhalten. Große Filmunternehmen wie RKO, Paramount Pictures, MGM und 20th Century Fox wurden abgeschöpft.
Allerdings wurden diese Machenschaften in der Filmindustrie aufgedeckt und am 18. März 1943 fand ein Treffen im Haus von Frank Nitti statt, auf dem dieser abgesetzt wurde. Insbesondere Ricca befürchtete auf dem Treffen das Ende des gesamten Outfits, wenn der administrative Druck anhielt. Gerade Nitti befand sich als bekannter Gangster im Visier von Presse, Polizei und Justiz. Am Folgetag beging Nitti Selbstmord.
Dies hinderte die Justiz jedoch nicht an der Fortsetzung der laufenden Ermittlungen und am 30. Dezember 1943 wurde Ricca zusammen mit Phil D’Andrea, Johnny Roselli, Willie Bioff etc. zu Haftstrafen verurteilt. Ricca und Co. verbüßten ihre Strafen im Staatsgefängnis von Atlanta. Der dortige Leiter Warden Joseph W. Sanford war ein typischer Südstaatler, hasste Italiener und Katholiken und verfügte über einen Ku-Klux-Klan-Hintergrund. Als D’Andrea das Gefängnisessen wegen Krankheit verweigerte, um sich von außerhalb Essen bringen lassen zu können, ordnete Sanford einen Urintest an und lehnte danach den Wunsch ab. Ricca selbst bemühte sich darum, nach Leavenworth, was näher an Chicago lag, verlegt zu werden, aber dieses Ansinnen lehnte Sanford ab. Auch die zuständige Oberaufsicht in Washington sprach sich nicht für die Verlegung aus.
Erst im Mai 1945 gelang es den Multimillionären Louis Campagna, D’Andrea, Charles „Cherry Nose“ Gioe und Ricca die Verlegung mit der Begründung zu erreichen, dass es ihren Familien nicht mehr zumutbar sei, die Fahrtkosten nach Atlanta zu bestreiten. Obwohl die Gefängnisleitung in Atlanta protestierte, wurde die Verlegung im Juli 1945 durchgeführt. Von Leavenworth aus war Ricca wieder im Geschäft. Anthony Accardo besuchte ihn dort unter dem Namen Joe Bulger. Im Schlepptau von Accardo befand sich häufig Eugene Bernstein, ein Steuerexperte, der selbst zehn Jahre bei der IRS gearbeitet hatte. Es kam zu einem Deal mit der Steuerbehörde und als Harry Truman dem Druck aus Chicago nachgab, wurde die Freilassung der Gangster erlaubt, obwohl Staatsanwalt Boris Kostelanetz streng dagegen gewesen war. Als allerdings seine Position auf General Clark überging, wurde die Bewährung sofort gewährt. Am 6. August 1947 wurden Ricca, Gioe, Campagna und D’Andrea freigelassen. Immerhin mussten sie eine Strafe von 500.000 US-Dollar akzeptieren. Später stellte sich heraus, dass der Anwalt des Outfits ein persönlicher Freund des Vorsitzenden des Bewährungsausschusses war.
Diese bemerkenswerten Umstände sorgten dafür, dass die Zeitungen in Chicago eigene Recherchen anstellten, welche zu einer Anhörung im Kongress im September 1947 führten. Demnach hatte das Outfit über Jake Guzik Kontakt zu den New Yorker Familien aufgenommen und dort Frank Costello seine politischen Kontakte spielen lassen.
Nach seiner Freilassung fungierte Ricca als Consigliere des Outfits, da die Justiz sein weiteres Agieren in der ersten Linie des Outfits wohl nicht geduldet hätte. Möglicherweise bildeten dann Anthony Accardo und Ricca eine Art Führungsduo, bei dem sich das Gewicht immer mehr auf Accardo verlagerte.
Ricca zog in seinen späten Jahren nach Detroit und starb an einem Herzinfarkt am 11. Oktober 1972.